# Julius Bissier
Julius Heinrich Bissier (* 3. Dezember 1893 in Freiburg im Breisgau; † 18. Juni 1965 in Ascona) war ein deutscher Maler.

## Leben

### Ausbildung
Julius Bissier war das einzige Kind des Mechanikers Heinrich Julius Bissier und seiner Ehefrau Crescentia Vögtle. Die Familie stammte väterlicherseits aus der Gegend um Languedoquier de Toulouse. Seine Mutter kam aus einer Schwarzwälder Großbauernfamilie. Seine Kindheit und seine Schulzeit verbrachte Bissier in Freiburg. Er erhielt regelmäßigen Geigenunterricht. Sein Vater, zu Depressionen neigend, starb 1907.
1913 schloss er das Gymnasium mit dem Abitur ab. Trotz seiner ausgeprägten musikalischen Begabung entschied er sich schließlich für die Kunst. Nach einem kurzen Studium der Kunstgeschichte an der Universität Freiburg, begann Bissier 1914 ein Studium an der Kunstakademie in Karlsruhe, das er nach wenigen Monaten wegen seiner Einberufung zum Militärdienst bei der Freiburger Postüberwachungsstelle abbrechen musste. Hier lernte er den Philosophen Martin Heidegger und den Maler Hans Adolf Bühler kennen.

### Nach dem Ersten Weltkrieg
1919 begegnete Bissier dem Sinologen Ernst Grosse, der ihn in die Kunst und Geistigkeit Asiens einführte und bald zum väterlichen Freund des jungen Künstlers wurde. 1920 hatte er seine erste Einzelausstellung im Kunstverein Freiburg. Zwei Jahre später heiratete er die Weberin Lisbeth Bissier, geborene Hofschneider, deren Vater Bissier mit einigen Auftragsarbeiten unterstützte. In der zweiten Hälfte der 1920er Jahre kam es vermehrt zu Einzelausstellungen und Ausstellungsbeteiligungen in Deutschland, woraus eine wachsende nationale Anerkennung resultierte. Ab 1926 entstanden erste Tuschezeichnungen. 1927 begann er, nach Geige und Gambe, auch Cello-Unterricht zu nehmen. 1928 wurde Julius Bissier erstmals mit bedeutenden Preisen wie dem Malerpreis des Deutschen Künstlerbundes in Hannover und der Goldenen Medaille Düsseldorf geehrt.
1929 übernahm Bissier einen unbezahlten Lehrauftrag an der Universität Freiburg. Er unterrichtete unter anderem Aktzeichnen und naturwissenschaftliches Zeichnen. Die Teilnehmer bezahlten ihm dafür Hörergelder. Die Universität stellte Bissier zwei Räume zur Verfügung, von denen er einen als Atelier für seine eigenen Arbeiten nutzte. So konnte seine Frau in seinem bisherigen Privatatelier eine Textilwerkstatt einrichten. Sie entwickelte sich zu einer der bekanntesten Handwebereien in Deutschland. 1930 lernte Bissier auf seiner Reise nach Paris den Bildhauer Constantin Brâncuși kennen. In der Folge experimentierte er mit nichtgegenständlichen Tuschearbeiten zu, die bald zum festen Bestandteil seines Schaffens gehören sollten.
Bei einem Brand des Universitätshauptgebäudes (heute Kollegiengebäude I) 1934 wurden die Ateliers des Künstlers zerstört. Dabei verbrannten fast alle in den vergangenen Jahren entstandenen Werke. Bissier bot danach in einem Ersatzraum im Pharmakologischen Institut weiterhin Zeichenkurse an, die aber nur zum Teil zustande kamen. Seinen Wunsch nach einem neuen Raum in der wieder aufgebauten Universität erfüllte die badische Regierung nicht. 1939 kündigte Bissier die Zusammenarbeit mit der Universität auf. Die Position eines „Akademischen Zeichenlehrers“ wurde daraufhin ganz aus dem Lehrplan gestrichen.
Ebenfalls 1934 war der Sohn des Ehepaars Bissier, Uli, gestorben. Auf die beiden Schicksalsschläge in diesem Jahr reagierte Bissier mit weitgehendem Rückzug aus dem öffentlichen Leben. Er malte, meistens nachts, kleine sparsam gestaltete Tuscheformate. In diese Zeit fiel die Bekanntschaft mit Oskar Schlemmer, die sich zu einer lebenslangen Freundschaft entwickelte. Mit ihm konnte sich Bissier im Briefwechsel, aber auch während spärlicher Besuche über künstlerische Themen auseinandersetzen. 1935 und 1937 unternahm der Künstler zwei Reisen nach Italien, auf denen knappe, abstrahierte Tuschezeichnungen von Landschaften entstanden.
In der Zeit des Nationalsozialismus hatte Bissier keine Möglichkeit, seine Arbeiten auszustellen. 1937 wurden in der Aktion „Entartete Kunst“ aus den Kunstsammlungen der Stadt Düsseldorf Bissiers Bild Hafis in der Schenke (Öl auf Leinwand, um 1921), das die Stadt 1922 vom Kunstsalon Ludwig Schames für 40 000 Papiermark erworben hatte, beschlagnahmt und vernichtet.

### Innere Emigration in Hagnau am Bodensee

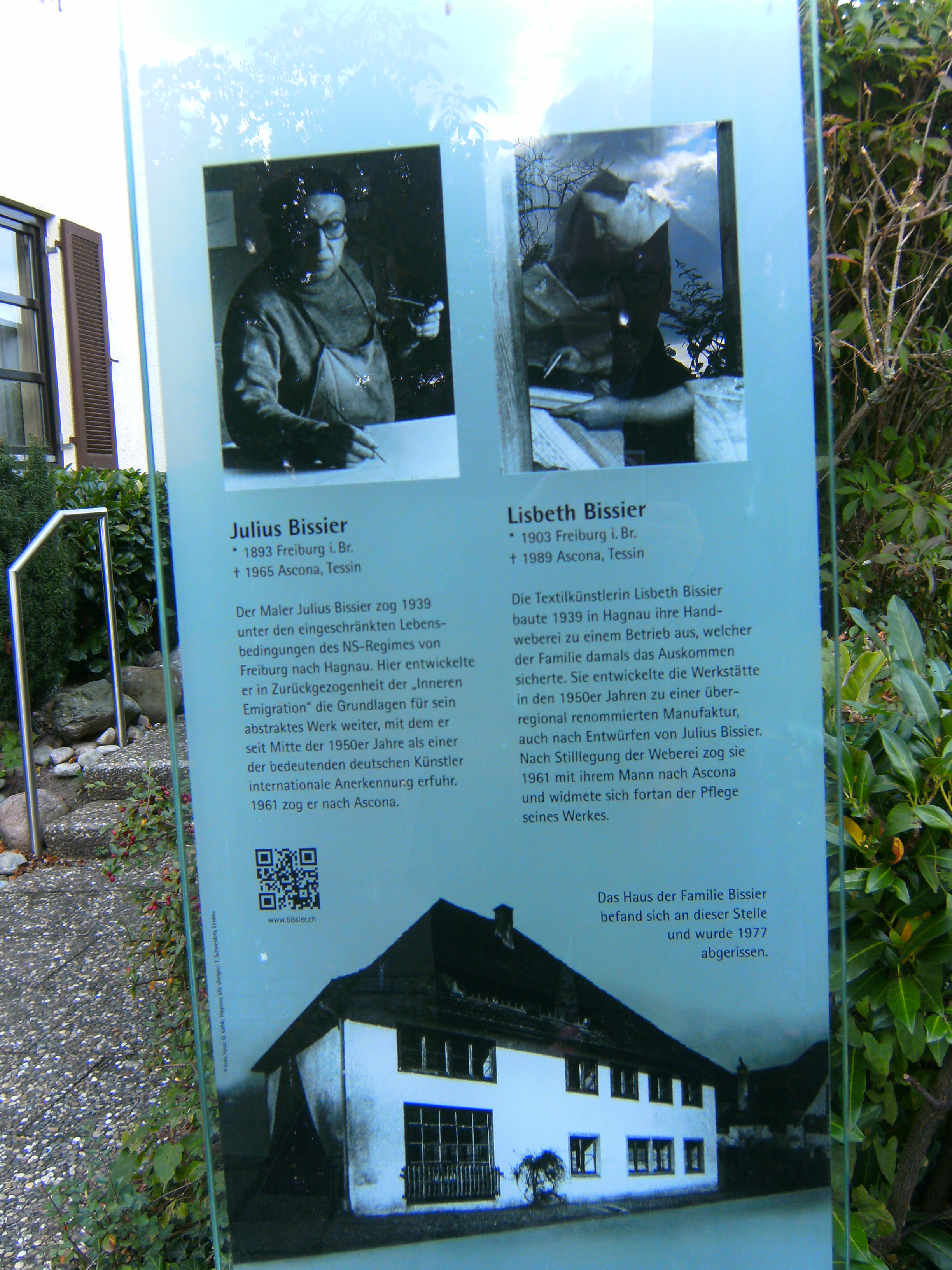
Informationstafel über die Zeit Bissiers in Hagnau am Bodensee

1939 übersiedelte die Familie nach Hagnau am Bodensee. Sie lebte hier von den Einkünften aus der Weberei seiner Frau, während Bissier sich um Korrespondenz und Buchhaltung kümmerte. Seine künstlerische Arbeit kam während des Krieges fast völlig zum Erliegen. 1942 begann er mit der Niederschrift seiner Biografie Weg und Umweg, die nicht veröffentlicht wurde. Ein Jahr später starb sein engster Freund Oskar Schlemmer.

### Internationale Anerkennung
Durch seine Zurückgezogenheit während der Nazi-Diktatur geriet Julius Bissier nach dem Krieg so gut wie in Vergessenheit. Obwohl in der Nachkriegszeit eine Reihe kleinerer Ausstellungen bewerkstelligt werden konnte, gab es kaum nennenswerte Verkäufe. 1958 begann die Freundschaft mit dem Kunsthistoriker Werner Schmalenbach, der die erste große Ausstellung nach Kriegsende in der Kestner-Gesellschaft in Hannover ausrichtete. Sie begründete Bissiers spät und plötzlich einsetzende internationale Anerkennung. Von da an folgten Ausstellungstourneen und Ehrungen an der documenta in Kassel, den Biennalen in Venedig und São Paulo, die den stillen Künstler zu einer Art Repräsentanten der deutschen Nachkriegskunst machten. Sein Ruhm brachte neue Begegnungen und Freundschaften mit sich. Unter ihnen Erhart Kästner, Hans Arp, Mark Tobey oder Ben Nicholson.

### Ruhesitz in der Schweiz
1961 zog das Ehepaar Bissier nach Ascona. Der Künstler wurde Mitglied der Akademie der Künste Berlin. Es folgten Ausstellungen in New York, Brüssel, Jerusalem, Boston, Chicago, um nur einige zu nennen, die er zum großen Teil nicht mehr selbst erleben konnte. 1965 starb Julius Bissier in Ascona an Herzversagen.

## Werk
Julius Bissier stand am Anfang des 20. Jahrhunderts ganz in der Tradition der deutschen Romantik. Für seine Ideen suchte er bildnerische Inhalte in der Kunstgeschichte und in der außereuropäischen Kunst, wobei er im Laufe der Zeit in seinem Werk eine metaphysische Weltsicht zum Ausdruck bringen wollte. In seinem fast fünfzigjährigen Schaffen hat er dabei verschiedene Phasen durchlaufen. Er selbst ordnete diese in drei große Kategorien ein. Die Anfangsjahre mit Bezug zur mittelalterlichen Tafelmalerei und deren Inhalte in moderne Formen zu übertragen, eine Annäherung an die aktuellen Tendenzen der Kunstströmungen seiner Zeit und die Rückkehr zur Mystik über die Tradition der ostasiatischen Tuschemalerei, mit dem Versuch nicht nach der Natur, sondern wie die Natur zu arbeiten.
Ab etwa 1915 begann Bissier Bilder von kosmischen Urweltlandschaften und Heiligen zu malen. Beeinflusst durch die deutschen Mystiker, wie Meister Eckhart oder Jakob Böhme schuf er in den beiden ersten Jahrzehnten des 20. Jahrhunderts Bilder, die Katastrophen, Visionen oder christliche Heilige darstellen. Stilistisch orientierte er sich an altdeutschen Malern wie Albrecht Altdorfer, Matthias Grünewald oder Hans Multscher. Des Weiteren entstanden Stillleben, Landschaften und Porträts. Auf der Suche nach klaren Formen und einfachen Ausdrucksmöglichkeiten fand Bissier in der Folge Orientierung bei der Malerei von van Gogh, Henri Rousseau oder der Pittura metafisica. Auf diese Weise gelangte er in den Umkreis der zeitgenössischen realistischen Bewegung, die auch unter dem Begriff Neue Sachlichkeit bekannt wurde. Nach wie vor bekannte er sich zu einer Malerei, die traditionsbewusst der Vermittlung eines Inhalts diente. „Wer vom Leben Zeugnis gibt, muss den Mut haben, mit der Sprache des Lebens zu sprechen, die Bilder des Lebens ungeschminkt zu zeigen und vor allem mit der Intensität des Lebens zu bilden.“ Als Romantiker des beginnenden 20. Jahrhunderts bildete Bissier seine unmittelbare Lebenswelt ab, ermöglichte aber darüber hinaus eine individuelle, geistige Kontemplation und einen progressiven Umgang mit der Tradition.
Die Möglichkeiten der gegenständlichen Malerei erschöpften sich jedoch für den Künstler in der Folgezeit. Er fürchtete, dass dadurch seine Bilder erstarren könnten. In Frankfurt lernte Bissier Willi Baumeister kennen, der damals als Professor an der Kunstgewerbeschule in Frankfurt lehrte. Baumeister zeigte Bissier seine Sammlung mit Bildern von Pablo Picasso, Georges Braque, Paul Klee, Fernand Léger und anderen Künstlern der abstrakten Malerei. Er regte Bissier dazu an, den Gegenstand in seiner Malerei aufzugeben und mit einfachen Grundformen Spannung zu erzeugen. Dieser Anstoß wurde durch die Begegnung mit dem rumänischen Bildhauer Constantin Brâncuși 1930 in Paris noch vertieft, dessen Synthese von Natur- und Kunstform zum Symbol Bissiers Weltsicht entsprach. Brâncușis Kunst zeigte Bissier, dass Abstraktion nicht zwingend ein kaltes Formspiel sein muss, sondern eine Verbindung mit der Spiritualität eingehen kann. Die Folge ist eine strenge Vereinfachung seiner Arbeitsweise. Farben und Linien wurden zurückgenommen, stattdessen die Konzentration auf die Komposition und die reine Fläche verstärkt. Seine neue Arbeitsweise in Verbindung mit ostasiatischem Gedankengut, das ihm sein Freund Oskar Schlemmer nahebrachte, ließen erste kalligraphisch anmutende Tuschearbeiten entstehen, die sich bald zu freien Pinselsetzungen weiterentwickelten. Ihn faszinierte die geistige Nähe von deutscher Mystik zu japanischer Zen-Philosophie. „Mit eilender Gier stürze ich durch das offene Tor und begann meine jugendliche Mystik (Eckehart, Böhme) auf die mystische Welt der östlichen Werke zu übertragen.“ Nicht das Hinzu- oder Zusammenfügen von verschiedenen Weltbildern war Bissiers Intention, sondern die Suche nach geistigen Gemeinsamkeiten. Durch die so gewonnene künstlerische Freiheit in Verbindung mit asiatischer Ästhetik schaffte Bissier stille eindringliche Meisterwerke.
Er sprach immer wieder von der Wichtigkeit eines bestimmten Zustandes, in dem er sich befinden müsse, während er seine Tuschen schuf. Dieser Zustand erinnert an die Meditation der buddhistischen Mönche und Bissier selbst bezeichnet sie als sein „Sakrament“. Der Prozess der Arbeit erinnert an Exerzitien. Die Findung einer Form erfolgte in der ständigen Wiederholung und Variation des einen Zeichens, bis es für Bissier die angestrebte Gültigkeit enthielt. Eines seiner Hauptthemen war dabei das polare Gegenspiel in der Komposition mit männlichen und weiblichen Formcharakteren, mit Yin und Yang, Hell und Dunkel, Himmel und Erde. Im Besonderen ist der Rechts- und Kulturhistoriker Johann Jakob Bachofen zu nennen, auf dessen Schriften sich Bissiers Zeichen ab 1937/38 häufig bezogen. Es sind überwiegend Zeugungs- und Fruchtbarkeitssymbole, das Ei etc., die ihren Weg in seine Tuschen fanden.

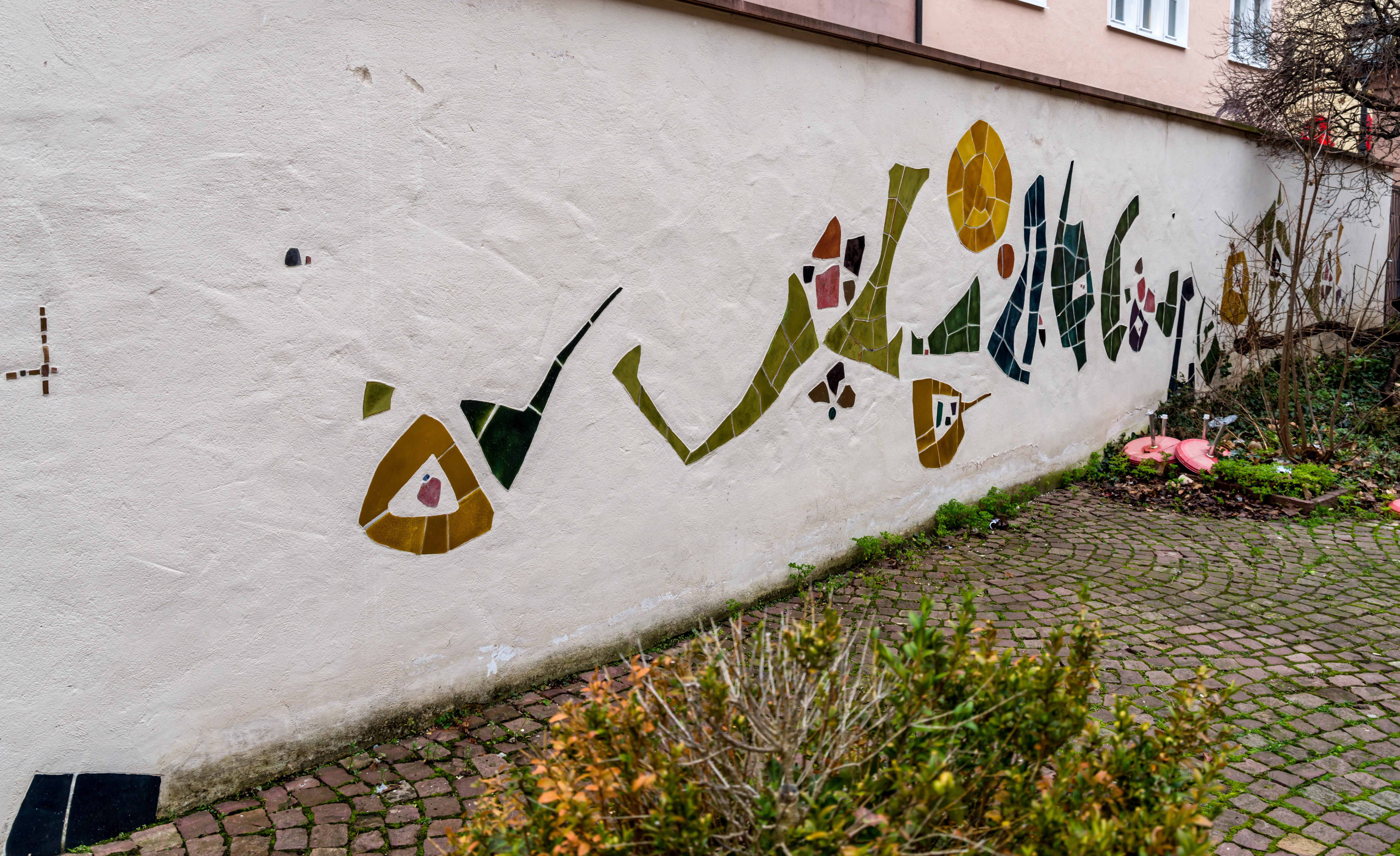
Wandmosaik (1955/56) in Freiburg im Breisgau

Nach Jahren der Reduktion auf Schwarz und Weiß, gelang ihm mit der Monotypie ein neuer Zugang zur Farbigkeit. Der in dieser Technik verwendete indirekte Farbauftrag auf Glas oder Metall und durch Druck oder Abrieb auf Papier gebracht, ermöglichte Bissier neue Formen des Ausdrucks. Nur behutsam setzte Bissier die Farbe bei seinen Holzschnitten ein, die er zur selben Zeit, etwa ab 1945 begann. Ab Mitte der 1950er Jahre begann er Aquarelle auf Papier und Miniaturen mit Eiöltempera auf unregelmäßig geschnittenen Leinen- oder Baumwollstücken zu fertigen. In einem jahrelangen Prozess gelangte er schließlich mit der Farbe dahin, wo er mit seinen Tuschearbeiten bereits war. Die zarten erdigen und transparenten Farben, oft in Verbindung mit kleinen Goldelementen, erinnern an die mittelalterliche Buchmalerei.
Neben seiner Arbeit an den farbigen Miniaturen entwickelt Bissier den Stil seiner Tuschen weiter. Die Darstellung von Gegenständen, Symbolen oder Zeichen wich nach und nach der Beschäftigung mit der Energie des Malaktes, die sich in einer Gestik manifestierten. Der Ausdruck des einzelnen Pinselstriches, der nichts anderes als Pinselstrich sein wollte. Damit wurde Bissier Wegbereiter des Informel.
Die einzelnen Perioden im Schaffen Bissiers setzen sich stilistisch voneinander ab. Dennoch erkennt man in der Zusammenschau, dass vermeintliche Stilbrüche die Konsequenz der Auseinandersetzung belegen. In den verschiedenen Werkphasen spiegelt sich das Ringen um die Vergeistigung der Materie. Bissiers Kunst weist in eine andere Dimension, bleibt aber im Hier und Jetzt.

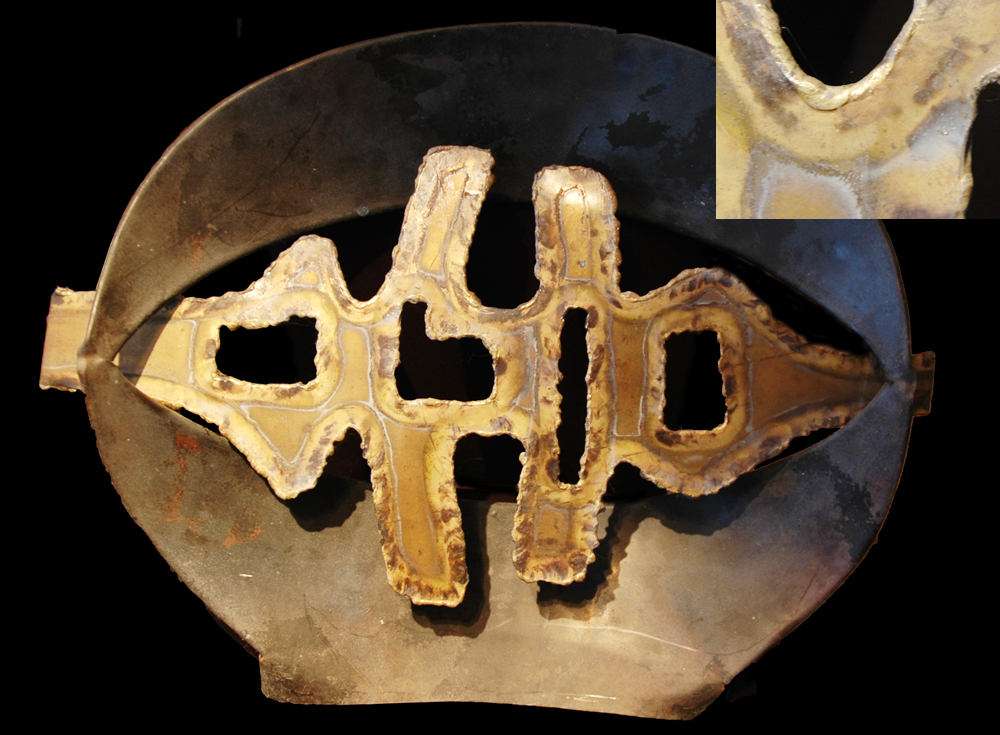
Bissier Raichle

## Ausstellungen
In den Jahren 1958 und 1960 stellte Bissier auf der Biennale di Venezia aus. 1958 widmete ihm die Kestnergesellschaft in Hannover eine Einzelausstellung. Im Jahr 1959 war er Teilnehmer der documenta II; auch auf der documenta III im Jahr 1964 in Kassel vertreten. Es folgten viele Ausstellungen im In- und Ausland.
Im Jahr 1963 fand eine umfassende Retrospektivausstellung im Institute of Contemporary Art in Boston statt. Allein im Jahr 1964 fanden sechs Ausstellungen in amerikanischen Museen statt.
Am 31. Juli 1965 eröffnete Edinburgh mit 30 Werken Bissiers eine Bissier-Morandi-Ausstellung, die beide Künstler nicht mehr erlebten.
- 1983: Julius Bissier, Werke auf Papier. Galerie Roswitha Haftmann Modern Art, Zürich[12]
- 1. Juni bis 4. Oktober 2015: Julius und Lisbeth Bissier. Die Hagnauer Zeit 1939–1961. Hagnauer Museum in Hagnau am Bodensee.

## Bissier in Museen
- In Ascona wird das Archiv Bissier betreut, das weltweit die Werkbestände erfasst und Ausstellungen durch Fachauskünfte unterstützt.
- Die Kunstsammlung Nordrhein-Westfalen in Düsseldorf besitzt eine sehr umfangreiche Sammlung. 2013 werden im Rahmen einer Sammlungspräsentation im K 21 Ständehaus bisher nie gezeigte großformatige Leinwandarbeiten Bissiers ausgestellt.[13]
- Im Hagnauer Museum in Hagnau am Bodensee sind einige Bilder von Bissier und Arbeiten seiner Frau ausgestellt.
- Im Museum für Neue Kunst in Freiburg im Breisgau sind ebenfalls zahlreiche Werke Bissiers zu sehen.
- Augustinermuseum, Freiburg im Breisgau
- Julius Bissier: 26. Sept 58. Tusche auf Papier, 1958. Im Archiv der Kunstsammlung Bodenseekreis in Schloss Salem.

## Auszeichnungen
- Im Jahr 1958 erhielt er den Cornelius-Preis der Stadt Düsseldorf.
- Im Jahr 1961 wurde er zum Ehrenmitglied der Akademien der Künste in Berlin und der Akademie der Bildenden Künste Nürnberg ernannt.
- Im Jahr 1963 wurde ihm der Ehrentitel Professor durch das Land Baden-Württemberg verliehen.

## Zitate von Bissier
- „Ein Bild soll sein wie ein Zeichen; knapp, einfach, wahr, hart wie die Natur, froh wie die Natur und traurig wie sie.“
- „Der geheime Reiz in der Natur ist wohl der, der von ihrer Unberechenbarkeit, ihrem Wankelmut, ihrer 'formalen' Unfertigkeit ausgeht.“ (12. Mai 1949)
- „In drei Strichen, die einer mit dem Pinsel macht, muss eigentlich schon alles drinstecken: er selbst mit Konstitution plus Temperament, etc., seine Zeit und ganz generell: meine Stellungnahme zum Leben. Wenn in den „drei Strichen“ nicht alles steckt, so ist es auch in einem ganzen Gemälde – Triptychon – nicht,(…)“ (Tagebucheintrag vom 23. Februar 1943)
- „(…)Hier liegt der eigentliche 'Sinn' meiner Tuschen. Sie wollen als Wesensstenogramme meiner Person rein absolut über die Sinne verstanden sein – in keiner anderen Weise. Der Inhalt (Philosophie und dergleichen) ist zweitrangig (…)“ (Tagebucheintrag vom 27. Oktober 1943)